# La Véritable Histoire de Futuropolis
La Véritable Histoire de Futuropolis est une bande dessinée écrite et dessinée par Florence Cestac pour retracer l'histoire de la librairie Futuropolis, devenue maison d'édition, entre 1972 et 2004. L'album, qui compte 100 planches en noir et blanc, est publié en août 2007 chez Dargaud et remporte un important succès critique.

## Synopsis
Florence Cestac, illustratrice et Étienne Robial, maquettiste et designer, forment un couple installé à Paris. Tout en vivant de piges, ils fréquentent assidument le Marché aux puces de la porte de Montreuil pour acheter et revendre divers objets. C'est là qu'ils font connaissance avec Jean-Claude de Repper, qui les met en contact avec Robert Roquemartine, propriétaire de Futuropolis, l'une des rares librairies parisiennes spécialisées dans la bande dessinée. À cette époque, Robial et Cestac ne connaissent que certains classiques dans ce genre artistique ; Roquemartine leur communique sa passion. En 1972, le couple reprend la librairie Futuropolis avec Denis Ozanne, un ami d'enfance, alors que Cestac et Robial n'avaient pas envisagé de se lancer dans ce type de commerce. D'abord située rue du Théâtre, en 1974 les propriétaires élargissent son activité et Futuropolis devient une maison d’edition. Elle déménage dans le passage des Écoliers à Paris 15e. Les deux artistes y publient des auteurs comme Edmond-François Calvo, Jacques Tardi et Mœbius. Cestac co-dirige la société. Elle assume plusieurs tâches : traduction, maquette, mise en page, livraison, comptabilité, accompagnement des auteurs, relations avec la presse, direction de collection,. Cestac et Robial se rendent au festival international de la bande dessinée d'Angoulême chaque année depuis son lancement en 1974.
Très influencée par les comics, Florence Cestac crée le détective parodique Harry Mickson, croisement entre Mickey Mouse et le personnage d'Harry Dickson de Jean Ray. Harry Mickson, avec son nez proéminent et son béret, devient la mascotte de Futuropolis : il figure sur tous les supports de communication.
Les éditions Futuropolis marquent durablement le paysage de la bande dessinée française, par leur rupture avec les codes traditionnels (par exemple, pas de bande dessinée d'aventure) au profit d'expérimentations à la fois graphiques et narratives,, qui favorisent l'émergence de la bande dessinée pour adultes. Toutefois, les propriétaires se sentent écrasés par la gestion d'une entreprise de quatorze personnes. Les éditions Futuropolis sont définitivement cédées à Gallimard, pour un franc symbolique. Tandis que le couple Robial-Cestac traverse une crise menant à la séparation, elles deviennent un label inactif en 1994.

## Accueil critique
Le titre fait allusion à La Véritable Histoire du soldat inconnu de Jacques Tardi, ouvrage dont la publication avait été perturbée par la loi du 16 juillet 1949 sur les publications destinées à la jeunesse. L'initiative de rédiger un essai en bande dessinée sur la bande dessinée constitue en soi une innovation, d'après Jean-Pierre Mercier, conseiller scientifique au CNBDI. L'album reçoit un accueil positif dans plusieurs journaux, comme Le Monde, Aujourd'hui en France, Libération ou La Croix. Neuvième Art, revue française d'étude de la bande dessinée coéditée par les Éditions de l'An 2 et la Cité internationale de la bande dessinée et de l'image consacre, dans le no 14, un dossier à cet ouvrage et aux éditions Futuropolis.

### Études
- « Cestacopolis », dans Neuvième Art, vol. 14, Cité internationale de la bande dessinée et de l'image, janvier 2008 (ISBN 9782907848343, présentation en ligne), p. 64-109.
  - Florence Cestac (interviewée), Christian Rosset et Jean-Pierre Mercier, « Mettre l'auteur en avant », Neuvième Art, no 14,‎ janvier 2008, p. 64-75.
  - Christian Rosset, « Histoire(s) de Futuropolis », Neuvième Art, no 14,‎ janvier 2008, p. 76-83.
  - Étienne Robial, « Une histoire de livres », Neuvième Art, no 14,‎ janvier 2008, p. 86-89.
  - Jean-Pierre Dionnet, « Je me souviens de Futuropolis », Neuvième Art, no 14,‎ janvier 2008, p. 90-92.
  - Jean-Christophe Menu, « Passage des Écoliers », Neuvième Art, no 14,‎ janvier 2008, p. 93-95.
  - Philippe Ghielmetti, « Une façon de vivre », Neuvième Art, no 14,‎ janvier 2008, p. 96-97.
  - Dominique Dupuis, « Promenades gourmandes chez Futuropolis », Neuvième Art, no 14,‎ janvier 2008, p. 98-99.
  - Sylvain Insergueix, « C'était comment une journée chez Futuropolis Diffusion ? », Neuvième Art, no 14,‎ janvier 2008, p. 100-101.
  - Edmond Baudoin, « Une seule image », Neuvième Art, no 14,‎ janvier 2008, p. 102-103.
  - Philippe Druillet, « Les combattants de la nouvelle culture », Neuvième Art, no 14,‎ janvier 2008, p. 104-105.
- Jean-Pierre Mercier, « Cestac, Florence. Harry Mickson : les vieux copains pleins de pépins », sur Cité internationale de la bande dessinée et de l'image, janvier 2008.
- Jean-Christophe Derrien, « La Véritable Histoire de Futuropolis : les mousquetaires de la BD », dBD, no 16,‎ septembre 2007, p. 10.
- Florence Cestac (interviewée) et Frédéric Bosser, « Futuopolis, retour dans le passé », dBD, no 16,‎ septembre 2007, p. 64-67.
- Christophe Quillien, « La Véritable Histoire de Futuropolis », dans Le Guide des 100 bandes dessinées incontournables, Librio, 2009 (ISBN 978-2290013526), p. 104.

### Articles
- Sylvain Lesage, « Futuropolis à l’heure de Gallimard », sur Cité de la bande dessinée et de l'image, juillet 2015.
- Joseph Arrouet, « La véritable Histoire de Futuropolis », sur Planète BD, 30 septembre 2007.
- Brieg F. Haslé, « La Véritable Histoire de Futuropolis », Auracan,‎ 25 août 2007 (lire en ligne).
- « La Véritable Histoire de Futuropolis (1972-1994) », sur Tout en BD, 27 août 2007.